# کوروکی

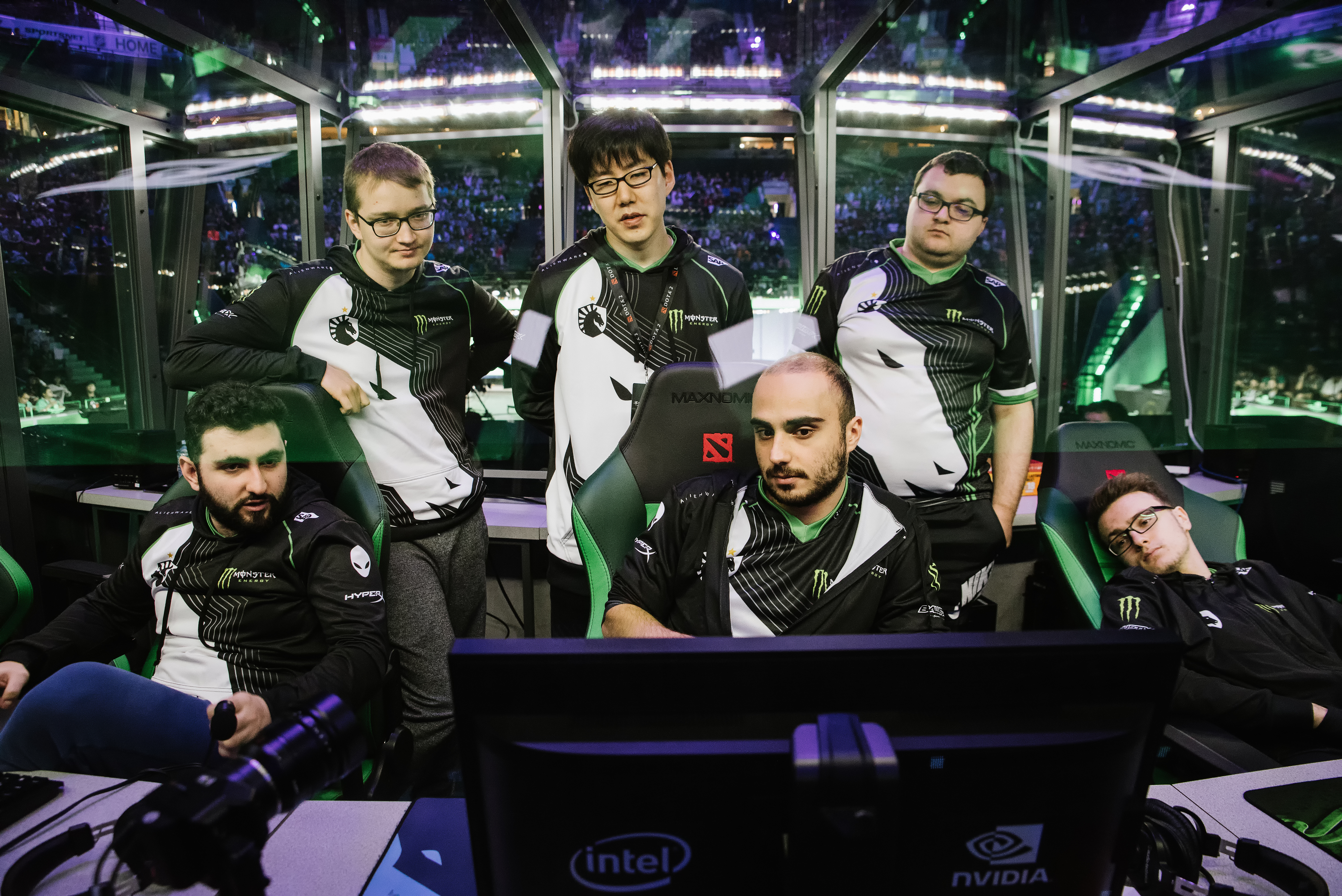
تصویری از بازیکنان تیم Team Liquid در مسابقات دوتا ۲ سال ۲۰۱۸

کورش صالحی تخاسمی معروف به کوروکی (انگلیسی: KuroKy؛ زادهٔ ۲۸ اکتبر ۱۹۹۲) یک بازیکن دوتا ۲ ایرانی_آلمانی است.. او تا به حال بیش از ۴ میلیون دلار درآمد داشته‌است.
اولین حضور او در مسابقات اینترنشنال با تیم mousesports بود . کوروکی سابقه حضور در 10 مسابقه اینترنشنال دوتا2 را دارد. او تنها بازیکنی است که تمام کاراکترهای بازی را حداقل در یک بازی رسمی بازی کرده است. او تا بعد از اینترنشنال 2019 در تیم liquid  حاضر بود.